# Kościół św. Mikołaja w Owińskach
Kościół świętego Mikołaja w Owińskach – rzymskokatolicki kościół filialny należący do parafii św. Jana Chrzciciela w Owińskach (dekanat czerwonacki archidiecezji poznańskiej).

## Historia

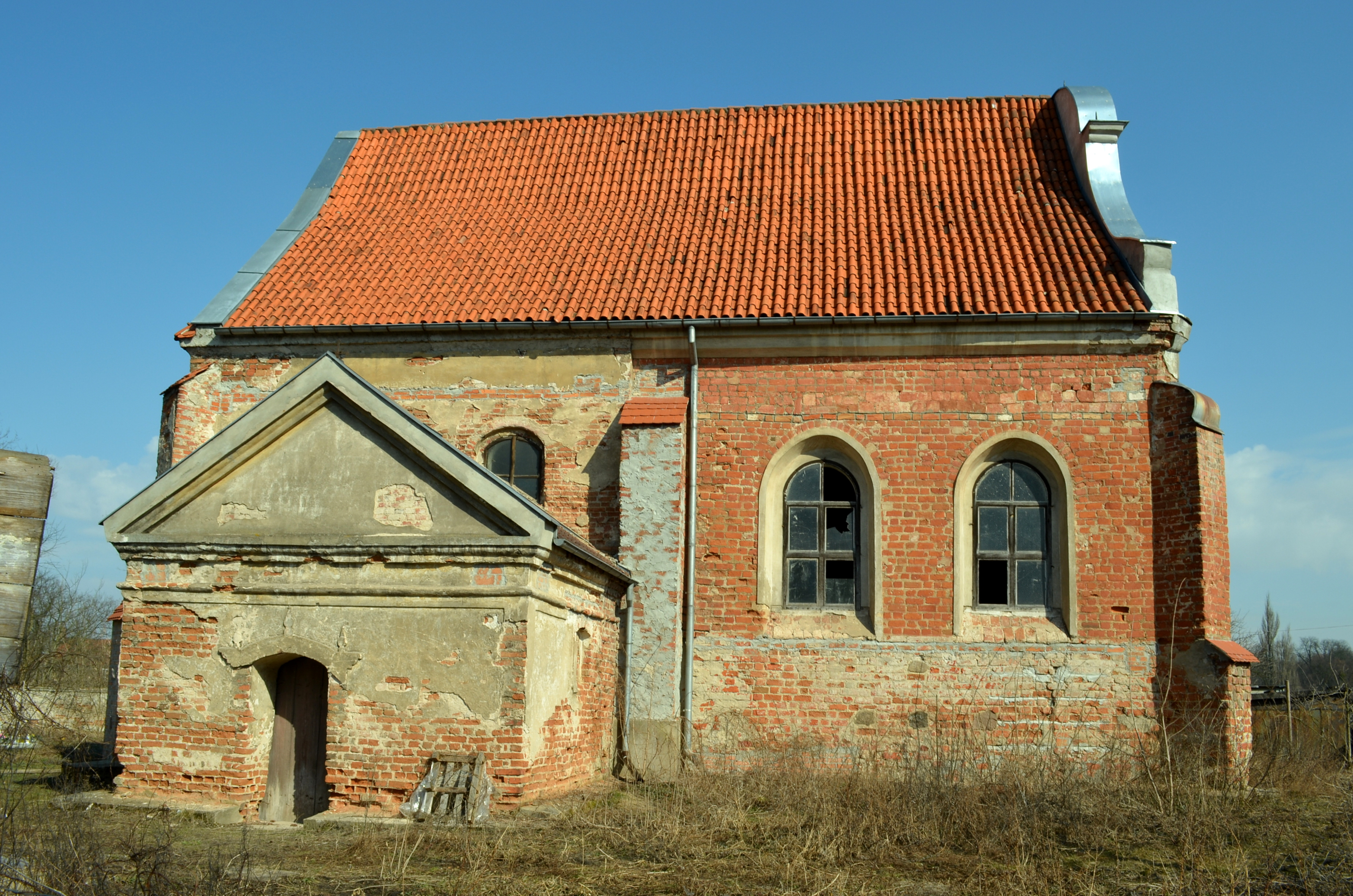
Stan przed remontem (2013)

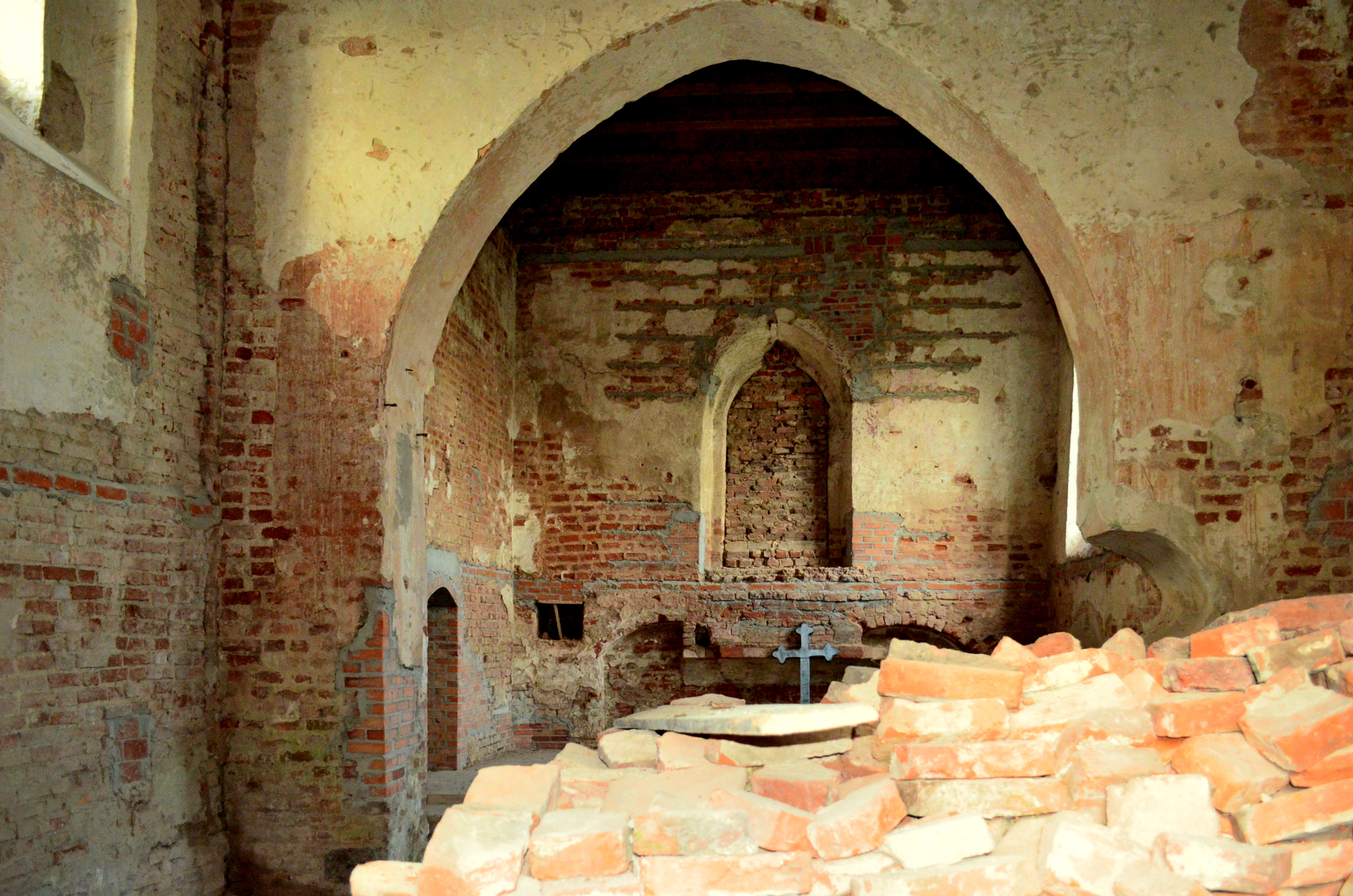
Wnętrze przed remontem

Budowa świątyni została rozpoczęta w pierwszej połowie XV wieku i zakończono ją w 1574 roku. W nawie świątyni można zobaczyć trzy pierwotne belki ozdobione malowanymi rozetami. Na dwóch belkach jest umieszczony napis łaciński informujący o pracach budowlanych przy obiekcie z datą 1574 i nazwiskami: – Katarzyny Łuszczewskiej – ówczesnej Kseni cysterek, – proboszcza Piotra Kuczyńskiego oraz młynarza Jana z górnego młyna, być może wykonawcy.
Konsekracja świątyni odbyła się w dniu św. Floriana – 4 maja – roku niestety nie został ustalony. Od początku swego istnienia budowla pełniła funkcję kościoła parafialnego – do czasu gdy po kasacie zakonu Owińskich cysterek, w połowie XIX wieku, kościołem parafialnym został ustanowiony kościół poklasztorny.
W XVIII wieku kościół został przebudowany w stylu barokowym, przebudowa polegała na dobudowaniu po stronie południowej kruchty a po stronie północnej zakrystii, nadbudowaniu więźby dachowej nad prezbiterium w celu wyrównania kalenicy dachu z nawą. Świątynia otrzymała barokową oprawę architektoniczną w formie barokowych szczytów. Z zapisków wynika, że w 1778 roku przy wejściu głównym przy zachodniej ścianie szczytowej była wybudowana drewniana dzwonnica z sygnaturką przylegająca do budynku świątyni.
Od 1939 roku świątynia była nieużytkowana i popadała w ruinę. W latach 90. XX wieku został przeprowadzony remont dachu, w 2011 została wzmocniona konstrukcja murów świątyni. Ale dopiero prace remontowe przeprowadzone w latach 2016-2017 pozwoliły odzyskać świątyni dawną świetność. Prace te polegały na renowacji elewacji zewnętrznej świątyni, odtworzeniu okien i drzwi zewnętrznych w pierwotnej kolorystyce, konserwacji więźby dachowej i dachu. Prace realizowane wewnątrz świątyni polegały na renowacji tynków i uzupełnieniu posadzek.
W niedzielę, w dniu 6 maja 2018 roku Metropolita Poznański arcybiskup Stanisław Gądecki poświęcił wyremontowaną świątynię.
Kościół otacza cmentarz, na którym spoczywa m.in.:
- ksiądz Antoni Piotrowski, lokalny administrator parafialny oraz proboszcz w latach 1939–1962, w latach 30. XX wieku kapelan okrętowy na linii transatlantyckiej Gdynia – Ameryka[3][4],
- Franciszek Gapski, powstaniec wielkopolski[3].

## Galeria

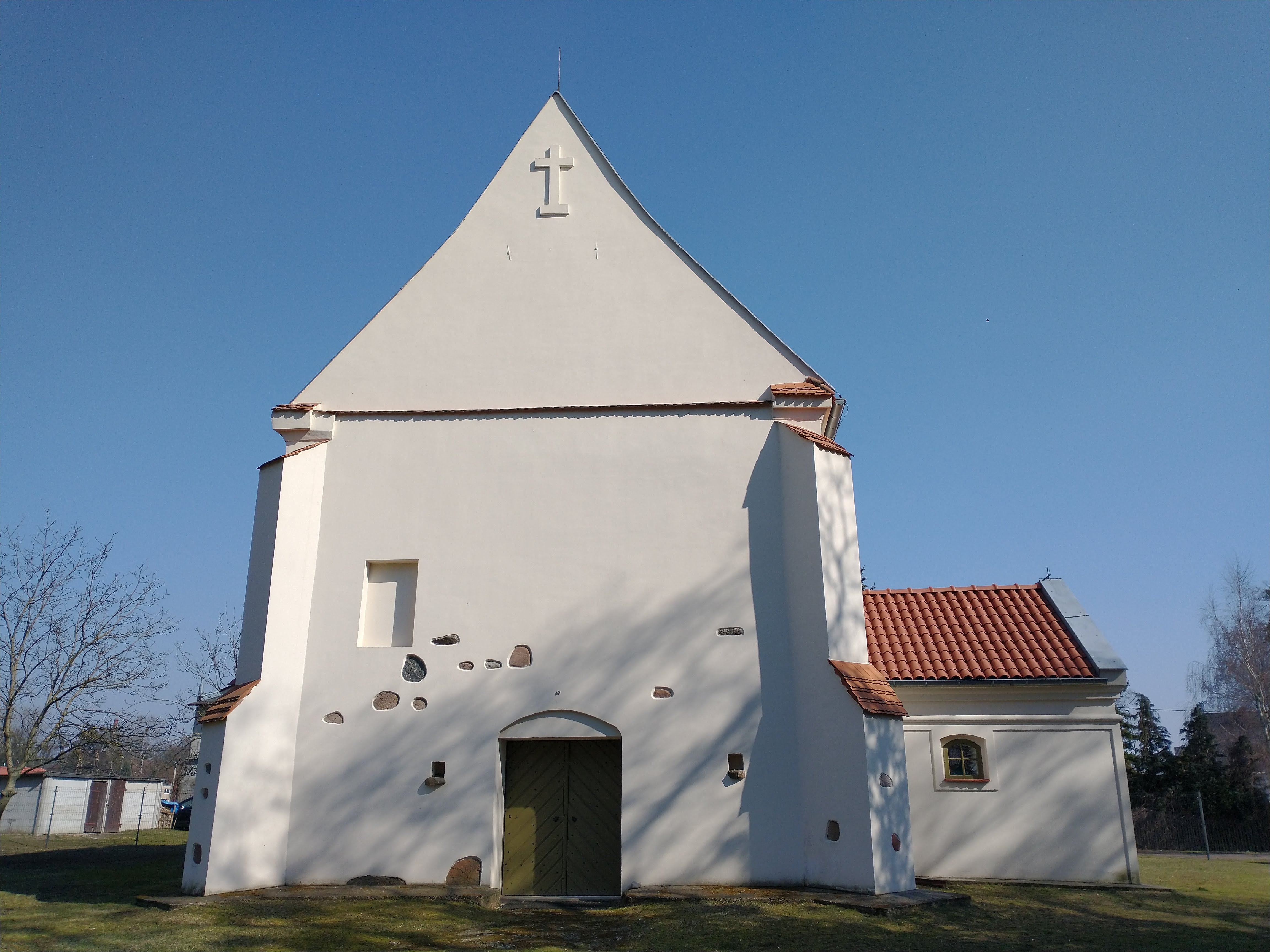
Elewacja frontowa
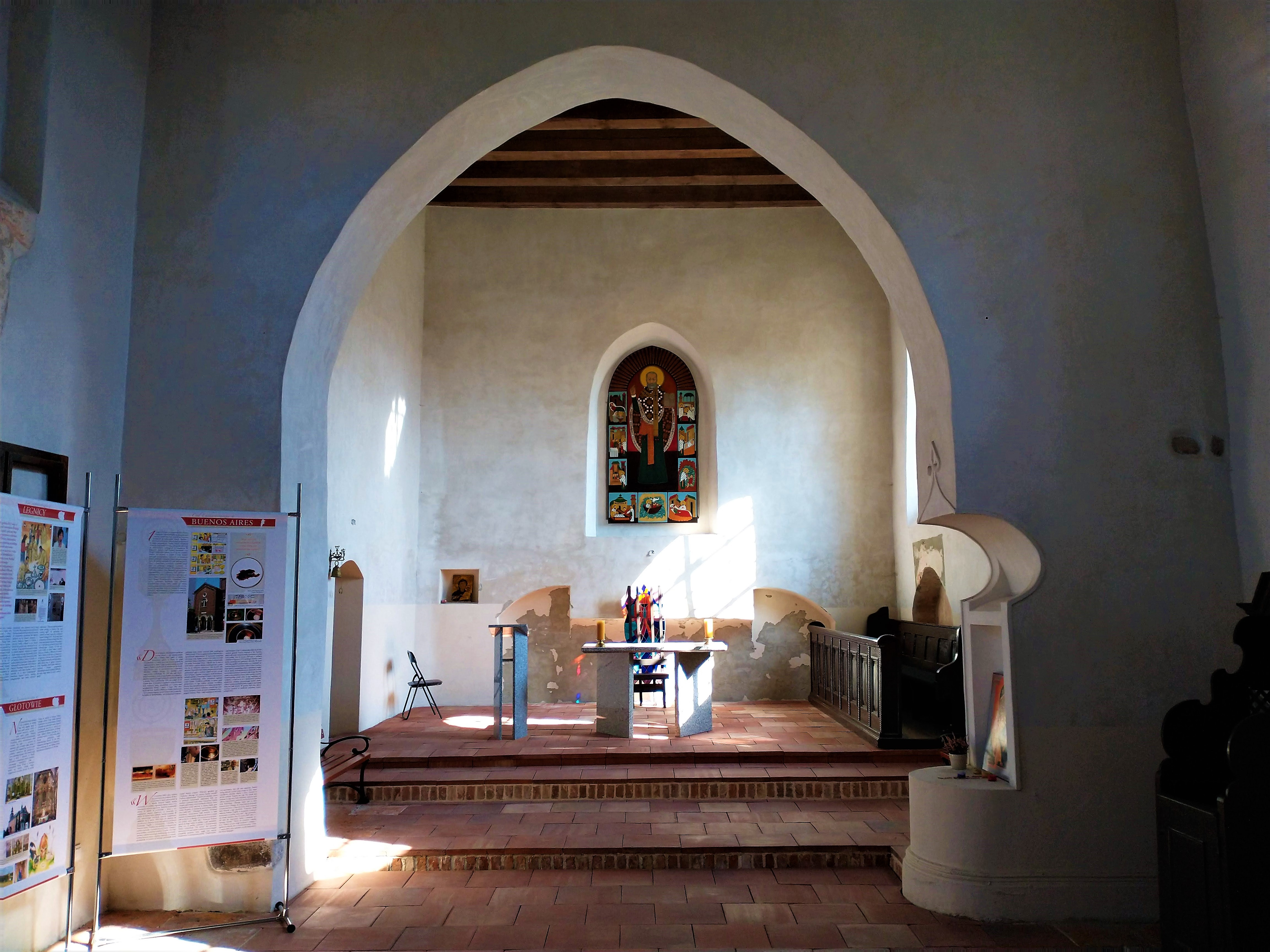
Wnętrze
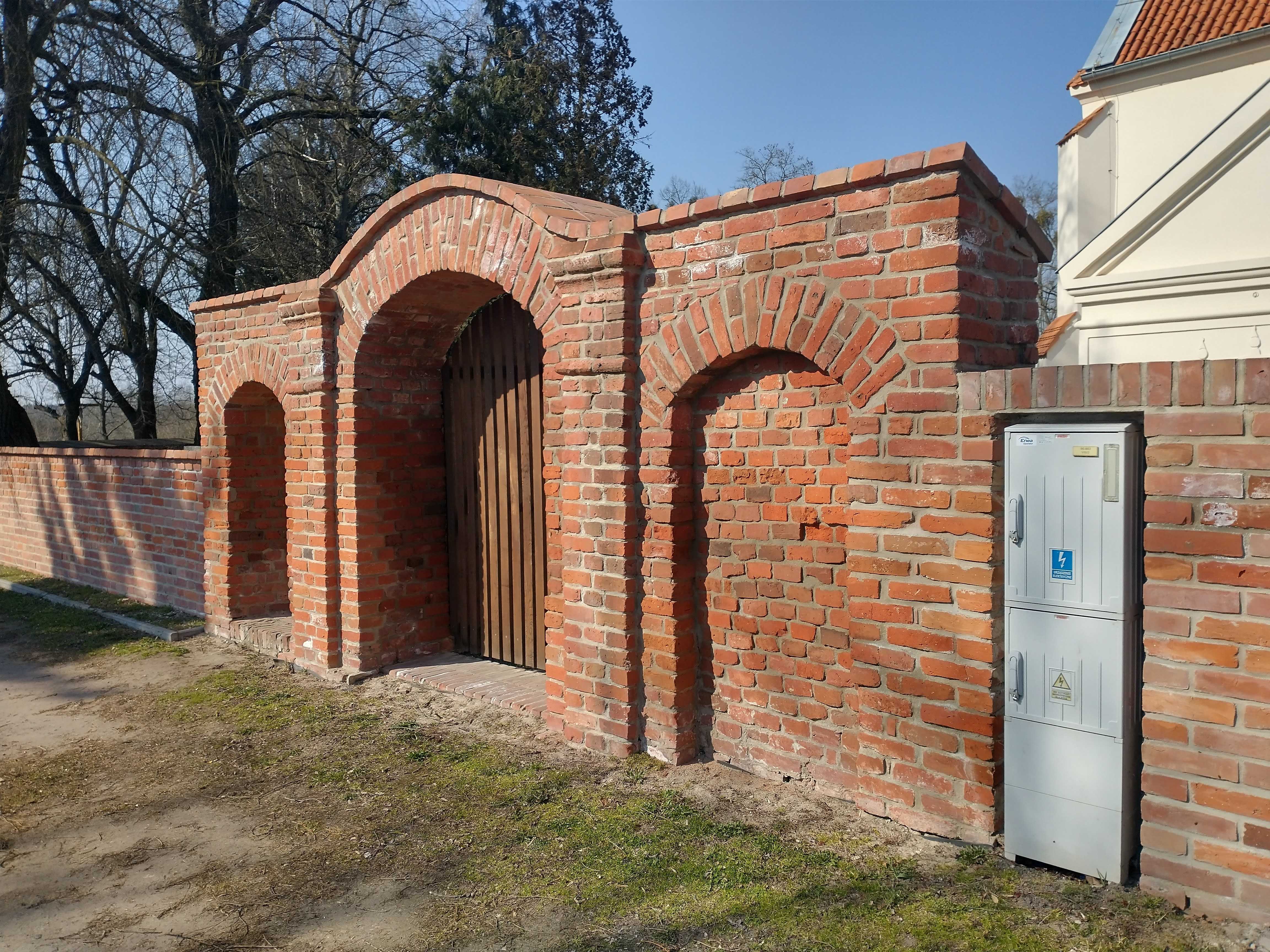
Brama